# Petar Šegedin (atletičar)
Petar Šegedin (Orebić, 14. rujna 1926. − Dubrovnik, 14. listopada 1994.), hrvatski atletičar, trkač srednjeprugaš i dugoprugaš. Osvajač je srebrnog odličja na Mediteranskim igrama u Aleksandriji 1951. godine. 
Sudionik dviju olimpijskih igara, OI 1948. u Londonu i OI 1952. u Helsinkiju, oba puta u utrci 3000 metara sa zaprekama. U Londonu je bio 6. 1948. i 1950. je bio prvak Jugoslavije na 5000 m, 1947., 1949., 1951., 1952. i 1953. prvak Jugoslavije na 3000 m, peterostruki rekorder na 5000 m i peterostuki rekorder na 3000 m te 21 puta reprezetativac Jugoslavije. Na europskom prvenstvu 1950. u Bruslju bio je srebrni na 3000 m sa zaprekama.
Dio je velike skupine Hrvata odnosno športaša iz Hrvatske koji su športsku karijeru poslije Drugog svjetskog rata nastavili u Srbiji, u Beogradu. Po sovjetskom uzoru, atletičari su u vojnom ili milicijskom klubu iz glavnog grada imali neusporedivo bolje uvjete. Tako je u Partizanu bilo takvih uvjeta i brojni su športaši iz Hrvatske završili u Beogradu. Tako se našao u društvu Ivana Gubijana, Zvonka Sabolovića, Nede Farčića, Drage Štritofa, Andrije Ottenheimera, Borisa Brnada, Franje Mihalića, Zdravka Ceraja, Kreše Račića, Ivice Karasija (svi u Partizanu) te Diane Sakač Ištvanović, Dane Korice i Dunje Jutronić (Crvena zvezda).